# Los Violadores
Los Violadores (spanisch für „Die Vergewaltiger“) nennt sich eine Musikgruppe, die 1980 in Argentinien gegründet wurde. Sie spielt Punkrock mit hauptsächlich spanischen Texten. Die Gruppe, die als erste Punkband Argentiniens gilt, trennte sich mehrmals, ist jedoch seit ihrer zweiten Reunion 1999 wieder aktiv.

## Biografie
Pil Trafa (Wortspiel aus piltrafa, „Abfall“), Stuka und Harry B (bürgerl. Pedro Braun) gründeten 1980 die Punkband Los Violadores. Musikalisch hauptsächlich von The Clash beeinflusst, spielten sie Punkmusik mit sozialkritischen spanischen Texten. Im Prozess der Nationalen Reorganisation in Argentinien wurden ihre Shows abgebrochen, die Bandmitglieder mehrmals festgenommen und es wurde ihnen verboten unter ihrem provokanten ursprünglichen Bandnamen aufzutreten. Deshalb trat die Band zeitweise als „Los Voladores“ (spanisch für „Die Flieger“) auf und verbreitete ihre Musik weiterhin in der Untergrundszene.
Als sie 1983, durch den Kontakt zu Michael Peyronel, dem Schlagzeuger der argentinischen Band Riff, das erste Album Los Violadores herausbringen konnten, hatte Harry B die Band bereits verlassen und El Polaco (bürgerl. Robert Zelazek) den Bass übernommen. Sergio Gramátika saß am Schlagzeug. Es folgte 1985 das zweite Album Y ahora qué pasa, eh?, das bereits ihren ersten Hit Uno, dos ultraviolento (spanisch für „„Eins, zwei, ultrabrutal““) enthielt, und an den die Band 1986 den Titel ihrer nächsten Langspielplatte Uno, dos ultravioladores anlehnte. Das Lied basiert auf dem Film A Clockwork Orange von Stanley Kubrick und beschreibt die gewaltsame Vorgehensweise der Protagonisten, die sich im Nadsat unterhalten. In dieser von Anthony Burgess, der die Romanvorlage für den Film schrieb, entwickelten Phantasiesprache wird „Mord“, oder auch „Vergewaltigung“ mit „Ultrabrutale“ übersetzt.
Immer wieder gab es musikalische Differenzen zwischen Stuka, der sich an Dark Wave und Rock im Stil von The Cure und U2 orientieren wollte, während Pil Trafa konsequent die Linie „harter Punkrock“ vertrat. Beim Album Fuera de sector (spanisch für „Außerhalb des Sektors“), das 1986 veröffentlicht wurde, konnte sich Stuka durchsetzen, während Mercado Indio, erschienen 1987, ein reines Punkalbum darstellt. 1989 verließ Sergio Gramátika die Band. Auf dem Album Y que dios nos perdone, das im selben Jahr erschien ist Sergio Vall am Schlagzeug zu hören.
Am 18. August 1990 gab die Band ein Livekonzert im Obras Sanitarias, einem Basketballstadion des Club Atlético Obras Sanitarias de la Nación in Buenos Aires, das zum Rocktempel avancierte. Die Band interpretierte bei diesem Konzert Ludwig van Beethovens Ode an die Freude in Zusammenarbeit mit dem Tenor Carlos Dario Saidman. Der Konzertmitschnitt erschien im selben Jahr als Album mit dem Titel En vivo y ruidoso (spanisch für „Lebendig und laut“).
Im Herbst 1992 verabschiedete sich die Band jedoch mit mehreren Konzerten im Obras Sanitarias, da die Auseinandersetzungen zwischen Stuka und Pil Trafa inzwischen unüberbrückbar geworden waren.
Die Musiker verwirklichten sich danach in anderen Formationen.
Pil Trafa und Sergio Vall gründeten zusammen mit El Tucán (wörtlich „Der Tukan“) und Biko die Punkband Pilsen und veröffentlichten 1993 das Album Bajo otra bandera (spanisch für „Unter falscher Flagge“), bei dem sie für einige Titel mit Ronald Biggs in Rio de Janeiro zusammenarbeiteten; daneben wirkten Campino von Die Toten Hosen und Steve Jones von den Sex Pistols mit. Stuka trat als Frontmann der Band Stukas en Vuelo (spanisch für „Stukas im Flug“) in Erscheinung, die 1992 ein Album mit demselben Namen und 1994 ein weiteres Album Interzona 66 hervorbrachte.
1995 traf sich der Kern der Band, unter anderen Sergio Vall und Stuka um das Quartett Los Violadores wieder zu vereinigen, doch die wirtschaftlichen Erwartungen waren verschieden. Es entstand die Formation, Pil Trafa, Robert Zelazek, Anel Paz und Adrián Blanco, die im nächsten Jahr das Album Otra patada en los huevos (spanisch für „Ein weiterer Tritt in die Eier“) aufnahm und Konzerte in Argentinien und benachbarten Ländern gab. Im Dezember 1997 gab die Band jedoch, aufgrund neuer Differenzen ihr Abschiedskonzert in Buenos Aires.
1999 stellten sich zunächst Pil Trafa und Stuka mit einem Projekt unter dem Namen Stuc@Pil, in das Sergio Vall am Schlagzeug und El Niño am Bass musikalisch eingebettet waren, als Vorband von The Offspring im Luna Park vor.
In dieser Besetzung präsentierten die Los Violadores im Jahr 2000 das Album Lo mejor de Los Violadores (spanisch für „Das Beste der Los Violadores“), für das sie einen großen Teil ihrer älteren Musikstücke neu eingespielt hatten, mit Konzerten in Argentinien, Peru und in den USA.
Ein Livealbum En vivo y ruidoso II, aufgezeichnet im Kulturzentrum Cemento in Buenos Aires, wurde 2003 veröffentlicht. Als Zugabe enthält das Album eine Coverversion des Songs Viva la Revolution von Die Toten Hosen, die jedoch im Studio mit Beteiligung von Campino und Michael Breitkopf eingespielt wurde. Anschließend tourte die Band durch die argentinische Provinz und Peru und trat als Vorband der deutschen Band Die Toten Hosen im Luna Park auf.
Parallel zu seinen Aktivitäten in der Band, trat Pil Trafa in Buenos Aires als Solist auf und fing an eine Solo-LP aufzunehmen, die 2004 unter dem Titel El monopolio de la palabras (spanisch für „Das Monopol der Wörter“) veröffentlicht wurde.
Stuka hatte seinen Wohnsitz inzwischen in die USA verlegt. Durch den langen Dienstweg bei der Aus- und Einreise stand er für die Band nicht immer rechtzeitig zur Verfügung. Als die Violadores beim Cosquin Rock 2004 auftraten, sprang El Tucán, ein ehemaliges Mitglied von Pilsen, für Stuka ein. Als im selben Jahr die EP Y va … sangrando (spanisch für „Und er blutet …“) eingespielt wurde, übernahm ebenfalls El Tucán den Platz an der Gitarre.
In der Besetzung Pil Trafa, der inzwischen unter seinem bürgerlichen Namen Enrique „Pil“ Chalar in Erscheinung tritt, El Tucán, El Niño und Sergio Vall wurde das Studioalbum Bajo un sol feliz (spanisch für „Unter einer glücklichen Sonne“) mit neuen Songs eingespielt. Die CD erschien 2006 für den internationalen Markt bei EMI. Eine 90-minütige Bandbiografie mit dem Titel Ellos son, Los Violadores (spanisch für „Sie sind die Vergewaltiger“), bei der Juan Rigirozzi Regie führte, erschien 2009.
Die Band stellt auf ihrer aktuellen Tour das Album Rey o reina vor, das im November 2009 veröffentlicht wurde.

## Diskografie

### Studioalben
- 1983 Los Violadores
- 1985 Y ahora qué pasa, eh?
- 1986 Uno, dos ultravioladores
- 1986 Fuera de sektor
- 1987 Mercado indio
- 1989 Y que Dios nos perdone
- 1996 Otra patada en los huevos
- 2000 Lo mejor de Los Violadores
- 2004 Y va ... sangrando EP
- 2006 Bajo un sol feliz
- 2009 Rey o reina

### Livealben
- 1990 En vivo y ruidoso Im Stadion „Obras Sanitarias“,  Buenos Aires, 18. August 1990.
- 2003 En vivo y ruidoso II Im Kulturzentrum „Cemento“, Buenos Aires, 25. Oktober 2002.

### Kompilationen
- 1991 Otro festival de la exageración
- 1992 Grandes éxitos
- 1996 Histórico – La verdadera historia Doppel-CD
- 2001 Obras cumbres Doppel-CD

### DVD
- 2009 Ellos son, Los Violadores